# 青藏楔尾伯劳
青藏楔尾伯劳（学名：Lanius giganteus），是雀形目伯劳科的一种鸟类。

## 特征
青藏楔尾伯劳体重约92.1克，翼长约120毫米，嘴峰长约22.8毫米，喙宽度约6毫米，喙厚度约10.2毫米，跗蹠长约29.2毫米，尾长约142.2毫米。青藏楔尾伯劳是部分迁徙的鸟类，其栖息在开放的草原环境中，食性为肉食性，主要食物来源是陆生无脊椎动物。

## 分布
繁殖于西藏东部山区；在中国东南部越冬。